# Paedophryne amauensis

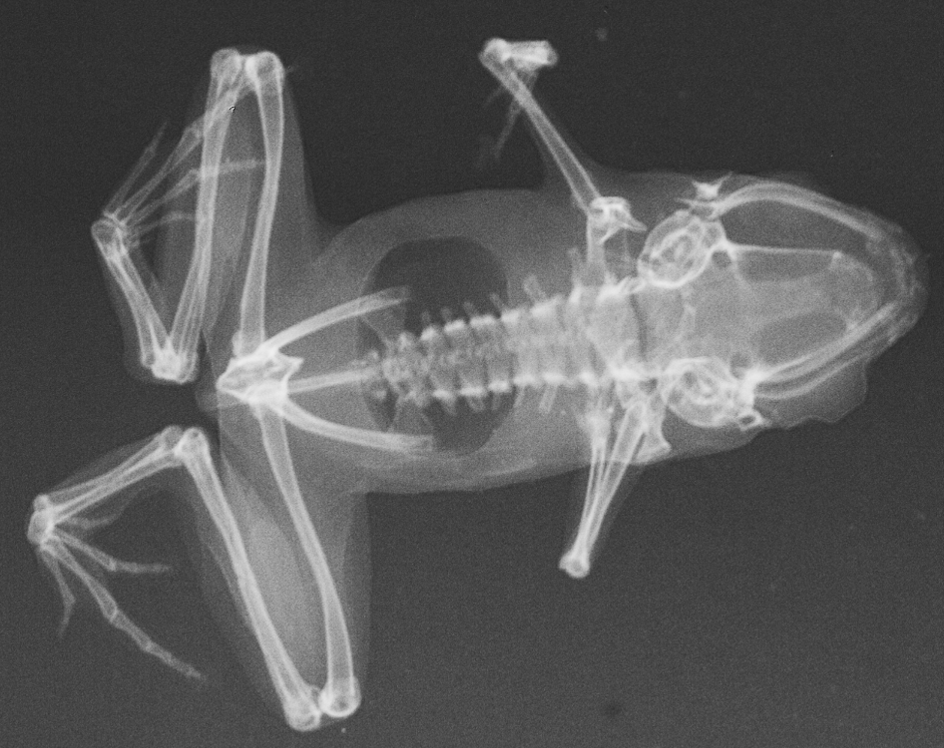
Röntgenfelvétel az amaui minibékáról (Paedophryne amauensis)

A Paedophryne amauensis a Paedophryne nembe és a szűkszájúbéka-félék (Microhylidae) családjába sorolt parányi méretű béka. Ezt tartják (2019-ben) a Föld legkisebb gerincesének.

## Származása, elterjedése
Pápua Új-Guineán él.

## Felfedezése
2009 augusztusában fedezte fel egy, a Pápua Új-Guineán élő fajokat tanulmányozó expedíció. A kutatómunkát az amerikai Nemzeti Tudományos Alap támogatta.
Az amauensis fajnevet azért kapta, mert első ízben Amau falu mellett bukkantak egy példányára. A róla szóló első közleményt 2012 januárjában a PLoS ONE természettudományos lapban tették közzé.

## Megjelenése, felépítése
Csak 7,7 milliméter hosszú — egy milliméterrel kisebb, mint a korábban a legkisebb gerinces fajnak tartott, Indonéziában élő Paedocypris progenetica halé. A ténylegesen legkisebbnek tekinthető gerinces állat a mélytengeri ördöghal (Photocorynus spiniceps) ivarérett hímje, amely a nőstényen él, élősködő és mindössze 6,2–7,3 milliméter.
Az amaui minibéka színe sötétbarna. Lábujjai szabad szemmel alig láthatók, viszont testéhez mérten nagyok a szemei. Megjelenése inkább hasonlít egy rovaréra, mint békára. Termetéhez képest hihetetlenül messzire ugrik, testhosszának akár harmincszorosára is.

## Életmódja
Trópusi erdők talaján a nedves avarban él. A szárazságot nem bírja, hiszen a kicsinysége ellenére a tömegéhez képest meglehetősen nagy a testfelszíne, ezért a vízveszteséget a talajközeli nedves aljnövényzet biztosítja számára. Életének nagyobb részét a szárazföldön tölti és megtalálói szerint nincs fejlődésében ebihalkorszak. Életmódját a krepuszkuláris (szürkületkori és hajnali) aktivitás jellemzi. A hímek párosodáskor harsány 8400–9400 Hz hangot hallatnak. Két brekegés közt 1-3 perces szünetet is tart, hiszen ez a csöppnyi állat ilyenkor gyűjt erőt a következőre.